# Kapfenberger SV
Kapfenberger SV é um clube de futebol austríaco, com sede em Kapfenberg, atualmente disputa a Segunda divisão Austríaca.

## Elenco Autla
18 de Julho de 2014
Nota: Bandeiras indicam equipe nacional, conforme definido pelas regras de elegibilidade da FIFA. Os jogadores podem ter mais de uma nacionalidade não-FIFA.
| N.º |                      | Posição | Jogador             |
| --- | -------------------- | ------- | ------------------- |
| 1   | Áustria              | G       | Christoph Nicht     |
| 2   | Japão                | D       | Toshiro Yatsuzuka   |
| 3   | Áustria              | D       | Manfred Gollner     |
| 4   | Áustria              | D       | Michael Hochleitner |
| 5   | Áustria              | D       | Christian Bubalović |
| 6   | Nigéria              | A       | Kelvin Nwamora      |
| 7   | Áustria              | D       | David Harrer        |
| 8   | Áustria              | M       | Michael Vollmann    |
| 9   | Eslovénia            | A       | David Poljanec      |
| 10  | Bósnia e Herzegovina | M       | Edin Bahtić         |
| 11  | Áustria              | M       | Philipp Wendler     |
| 12  | Áustria              | G       | Christian Petrovcic |
| 13  | Áustria              | M       | Marco Perchtold     |
| 14  | Áustria              | M       | Markus Felfernig    |

| N.º |                      | Posição | Jogador               |
| --- | -------------------- | ------- | --------------------- |
| 15  | Áustria              | M       | Mario Grgić           |
| 16  | Áustria              | M       | Thomas Schnittler     |
| 17  | França               | A       | Dimitry Imbongo       |
| 18  | Áustria              | D       | Stefan Meusburger     |
| 19  | Coreia do Sul        | A       | Sun-Bin Kim           |
| 20  | Áustria              | M       | Gerald Nutz           |
| 21  | Áustria              | M       | Markus Farnleitner    |
| 22  | Brasil               | A       | Jorge Elias           |
| 23  | Áustria              | D       | Gernot Suppan         |
| 24  | Áustria              | A       | David Witteveen       |
| 26  | Bósnia e Herzegovina | G       | Aldin Malagić         |
| 30  | Áustria              | D       | Daniel Grubesic       |
| 32  | Áustria              | M       | Andreas Lasnik        |
| 36  | Áustria              | G       | Patrick Aschenbrenner |

## Notáveis Jogadores
- Deni Alar
- Stefan Erkinger
- Adolf Hütter
- Michael Liendl
- Ignaz Puschnik
- Thomas Schönberger
- David Sencar
- Dominique Taboga
- Herbert Wieger
- Miroslav Štěpánek
- Steven Lewerenz
- Antonio Di Salvo
- Ilie Cebanu
- Kazimierz Sidorczuk
- Sašo Fornezzi
- Eric Akoto
- Ylli Sallahi